# أندي روتينز
أندي روتينز (بالإنجليزية: Andy Rautins) مواليد 2 نوفمبر 1986 في سيراكيوز، هو لاعب كرة سلة كندي بدأ مسيرته الاحترافية في سنة 2010 حيث تم اختياره من قبل فريق نيويورك نيكس خلال الدرافت، يلعب مع فريق عنتاب لكرة السلة ويحمل الرقم 2. يبلغ طوله 6 قدم 4 بوصة (1.9 م).

## فرق لعب لها
- نيويورك نيكس
- سكايلاينرز فرانكفورت
- بالاكانسترو فاريزي
- عنتاب لكرة السلة

## إحصائيات المسيرة

### الموسم الاعتيادي
| السنة   | الفريق       | لعب | بدأ | دقيقة | ميداني% | ثلاثية | حرة  | ارتداد | صنع | استلاب | تصدي | نقطة |
| ------- | ------------ | --- | --- | ----- | ------- | ------ | ---- | ------ | --- | ------ | ---- | ---- |
| 2010–11 | نيويورك نيكس | 5   | 0   | 4.8   | .429    | .250   | .500 | .2     | .6  | .2     | .0   | 1.6  |
| المسيرة |              | 5   | 0   | 4.8   | .429    | .250   | .500 | .2     | .6  | .2     | .0   | 1.6  |

## روابط خارجية
- أندي روتينز على موقع الاتحاد الدولي لكرة السلة (الإنجليزية)
- أندي روتينز على موقع إن بي أي (الإنجليزية)
- أندي روتينز على موقع سبورتس رفرنس (الإنجليزية)
- أندي روتينز على موقع الدوري الإسباني لكرة السلة (الإسبانية)
- أندي روتينز على موقع كرة السلة الأوروبية.كوم (الإنجليزية)
- أندي روتينز على موقع كلية كرة السلة في سبورتس رفرنس.كوم (الإنجليزية)
- أندي روتينز على موقع ريلجم (الإنجليزية)
- أندي روتينز على موقع بروبوليرز (الإنجليزية)
- أندي روتينز على موقع سبورتس رفرنس (الإنجليزية)
- أندي روتينز على موقع سبورتس رفرنس (الإنجليزية)